# 荒屋新町駅
荒屋新町駅（あらやしんまちえき）は、岩手県八幡平市荒屋新町にある、東日本旅客鉄道（JR東日本）花輪線の駅である。
八幡平市の北部、安代地区（旧・岩手郡安代町）の中心となる駅である。

## 歴史
- 1927年（昭和2年）10月30日：鉄道省の駅として二戸郡荒沢村に開業[2]。盛岡機関庫荒屋新町駐泊所を設置。
- 1951年（昭和26年）4月1日：構内に盛岡客貨車区荒屋新町派出所を設置。
- 1956年（昭和31年）3月15日：盛岡客貨車区荒屋新町派出所廃止。
- 1961年（昭和36年）2月15日：花輪線を統括する花輪線管理所を当駅に設置。
- 1969年（昭和44年）2月10日：花輪線管理所廃止、盛岡機関区荒屋新町支区設置（のち廃止）。
- 1973年（昭和48年）3月31日：貨物の取り扱いを廃止[2]。
- 1984年（昭和59年）2月1日：荷物の扱いを廃止[2]。
- 1987年（昭和62年）4月1日：国鉄分割民営化により、東日本旅客鉄道の駅となる[2]。
- 1999年（平成11年）12月4日：業務委託化[4]。荒屋新町駅長が廃止され、大更駅長管理下となる[4]。
- 2018年（平成30年）6月1日：大更駅の業務委託化に伴い、盛岡駅長管理下となる。
- 2019年（令和元年）9月3日：簡易自動券売機によるきっぷ発売を終了。
- 2023年（令和5年）
  - 3月17日：みどりの窓口の営業を終了[5]。
  - 3月18日：終日無人化[3]。
- 2024年（令和6年）10月1日：えきねっとQチケのサービスを開始[1][6]。

## 駅構造
単式ホーム1面1線と島式ホーム1面2線、合計2面3線のホームを持つ列車交換可能な地上駅である。JR花輪線内では、唯一2面3線である。また、転車台、本線に通ずる側線もある。盛岡駅 - 当駅間の区間列車が設定されている。
無人駅である（盛岡統括センター〈盛岡駅〉管理）。乗車駅証明書発行機が設置されている。無人化される前まではJR東日本東北総合サービスが受託する業務委託駅で、みどりの窓口が設置されていた。木造駅舎を有する。
駅構内には旧盛岡機関区荒屋新町支区の扇形機関庫および転車台があり、冬季、保守を中心に現役で利用されている。また、記念看板も設置されている。

### のりば
| 番線 | 路線    | 方向 | 行先               | 備考                    |
| ---- | ------- | ---- | ------------------ | ----------------------- |
| 1    | ■花輪線 | 下り | 鹿角花輪・大館方面 | 一部上り方面            |
| 2・3 | ■花輪線 | 上り | 大更・盛岡方面     | 3番線は一部下り方面のみ |

- 1番線は好摩方、3番線は大館方への出発信号機があるため、折り返し運転が可能。

## 利用状況
JR東日本によると、2000年度（平成12年度）- 2021年度（令和3年度）の1日平均乗車人員の推移は以下のとおりであった。
| 1日平均乗車人員推移 | 1日平均乗車人員推移 | 1日平均乗車人員推移 | 1日平均乗車人員推移 | 1日平均乗車人員推移 |
| 年度                | 定期外              | 定期                | 合計                | 出典                |
| ------------------- | ------------------- | ------------------- | ------------------- | ------------------- |
| 2000年（平成12年）  |                     |                     | 141                 | [ 利用客数 1 ]      |
| 2001年（平成13年）  |                     |                     | 134                 | [ 利用客数 2 ]      |
| 2002年（平成14年）  |                     |                     | 124                 | [ 利用客数 3 ]      |
| 2003年（平成15年）  |                     |                     | 104                 | [ 利用客数 4 ]      |
| 2004年（平成16年）  |                     |                     | 95                  | [ 利用客数 5 ]      |
| 2005年（平成17年）  |                     |                     | 91                  | [ 利用客数 6 ]      |
| 2006年（平成18年）  |                     |                     | 87                  | [ 利用客数 7 ]      |
| 2007年（平成19年）  |                     |                     | 70                  | [ 利用客数 8 ]      |
| 2008年（平成20年）  |                     |                     | 68                  | [ 利用客数 9 ]      |
| 2009年（平成21年）  |                     |                     | 75                  | [ 利用客数 10 ]     |
| 2010年（平成22年）  |                     |                     | 76                  | [ 利用客数 11 ]     |
| 2011年（平成23年）  |                     |                     | 88                  | [ 利用客数 12 ]     |
| 2012年（平成24年）  | 16                  | 64                  | 81                  | [ 利用客数 13 ]     |
| 2013年（平成25年）  | 15                  | 61                  | 77                  | [ 利用客数 14 ]     |
| 2014年（平成26年）  | 14                  | 49                  | 64                  | [ 利用客数 15 ]     |
| 2015年（平成27年）  | 12                  | 47                  | 60                  | [ 利用客数 16 ]     |
| 2016年（平成28年）  | 12                  | 39                  | 51                  | [ 利用客数 17 ]     |
| 2017年（平成29年）  | 11                  | 38                  | 50                  | [ 利用客数 18 ]     |
| 2018年（平成30年）  | 12                  | 35                  | 48                  | [ 利用客数 19 ]     |
| 2019年（令和元年）  | 9                   | 36                  | 46                  | [ 利用客数 20 ]     |
| 2020年（令和02年）  | 7                   | 35                  | 42                  | [ 利用客数 21 ]     |
| 2021年（令和03年）  | 7                   | 29                  | 37                  | [ 利用客数 22 ]     |

## 駅周辺
- 荒屋郵便局
- 八幡平市役所安代総合支所（旧・安代町役場）
- 八幡平市博物館
- 盛岡広域消防局 八幡平消防署安代分署
- 東北自動車道 安代インターチェンジ

## バス路線
- 八幡平市コミュニティバス（安代地区）・二戸市コミュニティバス（浄法寺地区）
  - 浄法寺路線（JRバス二戸線一部区間廃止代替路線）

※両自治体による共同運行で、午前は八幡平市、午後は二戸市によって運行される[8]。
- 八幡平市コミュニティバス（安代地区）[8]
  - 安代地区 荒沢路線
    - 五日市・浅沢線：安代診療所（支所）行き／浅沢地域行き
    - 横間・曲田線：安代診療所（支所）行き／横間公民館行き
    - 細野・赤坂田線：安代診療所（支所）行き／細野地域（小屋の畑駅・赤坂田駅方面）行き

2008年（平成20年）3月まではJRバス東北二戸本線、2018年（平成30年）3月まではJRバスすーぱー遊～湯～号も走っていた。

## 隣の駅
東日本旅客鉄道（JR東日本）
■花輪線
小屋の畑駅 - 荒屋新町駅 - 横間駅

### 記事本文
1. 1 2 3 4 5  「駅の情報（荒屋新町駅）：JR東日本」東日本旅客鉄道。2024年9月1日時点のオリジナルよりアーカイブ。2024年9月2日閲覧。
2. 1 2 3 4 5  石野哲（編）『停車場変遷大事典 国鉄・JR編 Ⅱ』（初版）JTB、1998年10月1日、504頁。ISBN 978-4-533-02980-6。
3. 1 2 3  「広報はちまんたい 令和5年3月号（333号）> 花輪線荒屋新町駅は駅係員不在となります (PDF)」八幡平市、2023年3月2日、14頁。2023年3月6日閲覧。
4. 1 2  「JR東日本 松尾八幡平駅、無人化へ 花輪線CTC化を計画」『岩手日報』岩手日報社、1999年9月11日、27面。
5. ↑  「JR東日本路線図（東北エリア） (PDF)」東日本旅客鉄道。2023年2月24日時点のオリジナル (PDF)よりアーカイブ。2023年2月25日閲覧。
6. ↑  「Suicaエリア外もチケットレスで! 東北エリアから「えきねっとQチケ」がはじまります (PDF)」（プレスリリース）、東日本旅客鉄道、2024年7月11日。2024年8月18日閲覧。
7. 1 2  「JR東日本：駅構内図・バリアフリー情報（荒屋新町駅）」東日本旅客鉄道。2024年8月18日閲覧。
8. 1 2  
「安代地区コミュニティバス時刻表 (PDF)」『八幡平市コミュニティバスの経路及び時刻表』八幡平市、2025年3月3日。2025年7月8日閲覧。

### 利用状況
1. ↑  「JR東日本：各駅の乗車人員（2000年度）」東日本旅客鉄道。2025年7月8日閲覧。
2. ↑  「JR東日本：各駅の乗車人員（2001年度）」東日本旅客鉄道。2025年7月8日閲覧。
3. ↑  「JR東日本：各駅の乗車人員（2002年度）」東日本旅客鉄道。2025年7月8日閲覧。
4. ↑  「JR東日本：各駅の乗車人員（2003年度）」東日本旅客鉄道。2025年7月8日閲覧。
5. ↑  「JR東日本：各駅の乗車人員（2004年度）」東日本旅客鉄道。2025年7月8日閲覧。
6. ↑  「JR東日本：各駅の乗車人員（2005年度）」東日本旅客鉄道。2025年7月8日閲覧。
7. ↑  「JR東日本：各駅の乗車人員（2006年度）」東日本旅客鉄道。2025年7月8日閲覧。
8. ↑  「JR東日本：各駅の乗車人員（2007年度）」東日本旅客鉄道。2025年7月8日閲覧。
9. ↑  「JR東日本：各駅の乗車人員（2008年度）」東日本旅客鉄道。2025年7月8日閲覧。
10. ↑  「JR東日本：各駅の乗車人員（2009年度）」東日本旅客鉄道。2025年7月8日閲覧。
11. ↑  「JR東日本：各駅の乗車人員（2010年度）」東日本旅客鉄道。2025年7月8日閲覧。
12. ↑  「JR東日本：各駅の乗車人員（2011年度）」東日本旅客鉄道。2025年7月8日閲覧。
13. ↑  「JR東日本：各駅の乗車人員（2012年度）」東日本旅客鉄道。2025年7月8日閲覧。
14. ↑  「各駅の乗車人員 2013年度 ベスト100以外（9）：JR東日本」東日本旅客鉄道。2025年7月8日閲覧。
15. ↑  「各駅の乗車人員 2014年度 ベスト100以外（9）：JR東日本」東日本旅客鉄道。2025年7月8日閲覧。
16. ↑  「各駅の乗車人員 2015年度 ベスト100以外（9）：JR東日本」東日本旅客鉄道。2025年7月8日閲覧。
17. ↑  「各駅の乗車人員 2016年度 ベスト100以外（9）：JR東日本」東日本旅客鉄道。2025年7月8日閲覧。
18. ↑  「各駅の乗車人員 2017年度 ベスト100以外（9）：JR東日本」東日本旅客鉄道。2025年7月8日閲覧。
19. ↑  「各駅の乗車人員 2018年度 ベスト100以外（9）：JR東日本」東日本旅客鉄道。2025年7月8日閲覧。
20. ↑  「各駅の乗車人員 2019年度 ベスト100以外（8）：JR東日本」東日本旅客鉄道。2025年7月8日閲覧。
21. ↑  「各駅の乗車人員 2020年度 101位以下（8）| 企業サイト：JR東日本」東日本旅客鉄道。2025年7月8日閲覧。
22. ↑  「各駅の乗車人員 2021年度 101位以下（8）| 企業サイト：JR東日本」東日本旅客鉄道。2025年7月8日閲覧。